# Konanahosahalli, Hunsur
Konanahosahalli là một làng thuộc tehsil Hunsur, huyện Mysore, bang Karnataka, Ấn Độ.